# Michael Hallek
Michael Johannes Hallek (* 19. Juli 1959 in Hof) ist ein deutscher Internist mit Schwerpunkt internistische Onkologie und molekulare Hämatologie und Professor am Universitätsklinikum Köln. Er ist Vorsitzender des Sachverständigenrats zur Begutachtung der Entwicklung im Gesundheitswesen.

## Leben
Hallek schloss 1978 seine Schulzeit mit dem Abitur am Jean-Paul-Gymnasium Hof ab.
Er studierte von 1978 bis 1985 Medizin in Regensburg, München und Paris. Es folgte eine ärztliche Ausbildung als Assistenzarzt in München. Von 1990 bis 1992 verbrachte er zwei Jahre als Postdoktorand am Dana-Farber Cancer Institute der Harvard Medical School in Boston. 1995 wurde Hallek Oberarzt an der Abteilung Hämatologie und Onkologie am Klinikum Innenstadt der Uniklinik München, von 1998 bis 2003 war er Oberarzt an der Medizinischen Klinik III am Klinikum Großhadern. Im August 1999 erhielt er einen Ruf auf eine C3-Professur in München, 2003 wechselte er auf eine C4-Professur in Köln.
Michael Hallek ist Leiter der Medizinischen Klinik I am Universitätsklinikum Köln, Direktor des Centrums für Integrierte Onkologie Köln Bonn und Vorsitzender der Deutschen CLL-Studiengruppe, die neue Behandlungen der chronischen lymphatischen Leukämie erforscht. Er ist Herausgeber der internistischen Fachzeitschrift Die Innere Medizin (bis Mai 2022 Der Internist) sowie stellvertretender Vorsitzender der Deutschen Gesellschaft für Innere Medizin (DGIM).
Hallek war Präsident des Deutschen Krebskongresses 2014 in Berlin.
Fünfunddreißig namhafte Fachleute unter Federführung von Hallek und Melanie Brinkmann schlugen im November 2021 in einem offenen Brief Alarm zur COVID-Politik deutscher Institutionen: die Politik habe komplett falsche Signale gesendet; dies habe dazu geführt, dass die Menschen weniger vorsichtig wurden.
Im Dezember 2022 wurde Hallek zum Vorsitzenden des Wissenschaftlichen Beirats der Bundesärztekammer gewählt. Zum 1. Februar 2023 wurde er durch Gesundheitsminister Lauterbach als eines von sieben Mitgliedern in den Sachverständigenrat zur Begutachtung der Entwicklung im Gesundheitswesen berufen. In der konstituierenden Sitzung am 28. Februar 2023 wurde er zu dessen Vorsitzenden gewählt.

## Auszeichnungen
- 1999: Artur-Pappenheim-Preis
- 2011: Mitglied der Leopoldina[9]
- 2012: Paul-Martini-Preis
- 2013: Binet-Rai-Medaille[10]
- 2017: Arthur-Burkhardt-Preis
- 2017: Deutscher Krebspreis
- 2017/2018: Johann-Georg-Zimmermann-Medaille
- 2019: José Carreras Award der European Hematology Association[11]
- 2024: Bundesverdienstkreuz am Bande[12]